# The Good Die Young
«The Good Die Young» es una canción de la banda alemana de hard rock Scorpions, publicado como el segundo sencillo del disco Sting in the Tail. Fue escrita por Klaus Meine en las letras y por Rudolf Schenker y Christian Kolonovits en la música.
Como invitada está la vocalista finlandesa Tarja Turunen (ex Nightwish) en los coros en la versión original. Posteriormente la banda junto a Tarja, realizaron una nueva versión en donde aumenta el protagonismo de la vocalista al interpretar algunas estrofas. Dicha versión fue incluida en la edición premium, que a su vez contiene un DVD, y como lado B del sencillo «Falling Awake».
A principios de 2010 y dentro del marco de la gira Get Your Sting and Blackout World Tour, se grabó una presentación en playback en Europa para utilizarla como vídeo musical, cuya dirección quedó a cargo de Nikolaj Georgiew y que se publicó el 7 de abril de 2010. Además se utilizaron imágenes tras bambalinas de la preparación de la banda, entre ellas se puede ver la guitarra Schenker Brothers V de edición limitada.
En 2010 la revista especializada Rockaxis entrevistó al guitarrista Rudolf Schenker sobre la incorporación de Tarja en la canción, y respondió lo siguiente:

The Good Die Young es una canción que habla sobre la guerra del Oriente. Pensamos que sería bueno tener una voz femenina porque hablamos de los chicos que van a la guerra. Tarja es como un ejemplo de madre, de una que quiere traer de vuelta a sus hijos. Cuando escuchas su voz crea una atmósfera increíble, calza a la perfección”.

## Lista de canciones
| N.º | Título                                | Duración |  |
| 1.  | «The Good Die Young» (edición radial) | 3:52     |  |
| 2.  | «The Good Die Young» (versión álbum)  | 5:14     |  |

## Músicos
- Klaus Meine: voz
- Rudolf Schenker: guitarra
- Matthias Jabs: guitarra líder
- Paweł Mąciwoda: Bajo
- James Kottak: batería
- Tarja Turunen: voz (coros en versión original y co-voz principal en nueva versión)